# Tanto non arriva
Tanto non arriva è il secondo album solista di Egle Sommacal, pubblicato nel 2009 dalla Unhip Records.
Lasciata da parte la chitarra acustica dell'esordio, Sommacal stavolta ha scritto undici brani strumentali per chitarra elettrica ispirati da sonorità jazz e blues , con l'accompagnamento dei fiati (sax tenore, sax contralto, tuba e bombardino) di alcuni musicisti della Banda Roncati. 

## Tracce
1. Fuori dal bar
2. Le ragazze hanno sempre ragione
3. Alla ricerca di un lavoro
4. Becco d'anatra
5. Alcuni dicono buonanotte, la sera
6. Hospital blues
7. Fumatori di carta
8. Elefanti
9. Di nuovo alla ricerca di un lavoro
10. Il tuo lato di letto
11. Albero capovolto